# 印杰
印杰（1964年—），男，汉族，上海科技大学副校长兼教务长，上海交通大学博士生导师。

## 生平
1992年于兰卡斯特大学获得博士学位。曾担任上海交通大学化学化工学院院长，副校长、研究生院院长。2008年，当选第十一届全国政协委员，代表教育界，分入第四十一组。
2009年7月担任上海市教委副主任，兼上海市化学化工学会副理事长。2013年，当选第十二届全国政协委员。2014年担任上海科技大学副校长兼教务长。
2018年1月，当选第十三届全国政协委员。